# Estació de Barcelona-El Port
Barcelona-El Port és una estació ferroviària de mercaderies de Ferrocarrils de la Generalitat de Catalunya (FGC), construïda per l'antiga Compañía General de los Ferrocarriles Catalanes S.A. (CGFC), situada al districte de Sants-Montjuïc entre la Ronda Litoral i la Ronda del Port.

## Història
Després de la seva creació l'any 1919, i de la integració de les tres companyies que explotaven els ferrocarrils a partir dels quals va formar la seva xarxa, la Compañía General de Ferrocarriles Catalanes (CGFC) va endegar un ampli programa de construcció de noves línies i d'ampliació del parc de material rodant. Un dels nous projectes era poder disposar d'un accés directe al port de Barcelona, per transbordar als vaixells les mercaderies provinents de la seva futura extensa xarxa.
Per això, l'any 1921 va sol·licitar la construcció d'un ramal des del barri barceloní de La Bordeta fins al port, la concessió del qual es va atorgar el 22 de febrer de 1922. Les obres començaren aquell mateix any, però es van veure molt endarrerides per diversos problemes amb les expropiacions, i la línia de Barcelona-El Port a Riera Blanca no es va poder inaugurar fins al 26 de novembre de 1926.
Al port de Barcelona es va construir una estació pels trens de mercaderies, als peus de la muntanya de Montjuïc, prop del moll del Contradic, que va ser posada en servei el mateix dia. Tot i que inicialment era una instal·lació senzilla, després de la Guerra Civil es va anar ampliant, amb la construcció de noves vies y apartadors. Això va venir motivat per l'increment de les exportacions de sals potàssiques.
Des de llavors no ha sofert gaires modificacions, tot i que s'han anat tancat la majoria dels apartadors enllaçats a l'estació. L'any 1985 es va inaugurar la nova línia de Barcelona-El Port a Sant Boi, posada en servei l'11 de juliol. No va afectar aquesta instal·lació, doncs es va mantenir en servei en les mateixes condicions.
El mes de juny de 2020 l'estació va quedar sense ús, en ser substituïda per la nova terminal construïda al moll Álvarez de la Campa: el darrer tren carregat de potassa va arribar la nit del 15 al 16, el darrer tren buit va sortir la nit del 16 al 17, i el dia 17 es va traslladar la locomotora de maniobres d'aquesta estació a Álvarez de la Campa. Malgrat quedar sense ús, l'estació romandrà oberta per atendre possibles necessitats de transport futures.
El 14 de febrer de 2022 l'estació va viure tres modificacions:
- El canvi de nom de l'estació, que des de llavors es coneix oficialment com a Terminal de Recepció d'Ample Mètric.
- La baixa permanent de l'Apartador Tramer, al moll del Contradic.
- L'alta d'un nou apartador al Moll de Costa, per la descàrrega d'automòbils.

## Instal·lacions

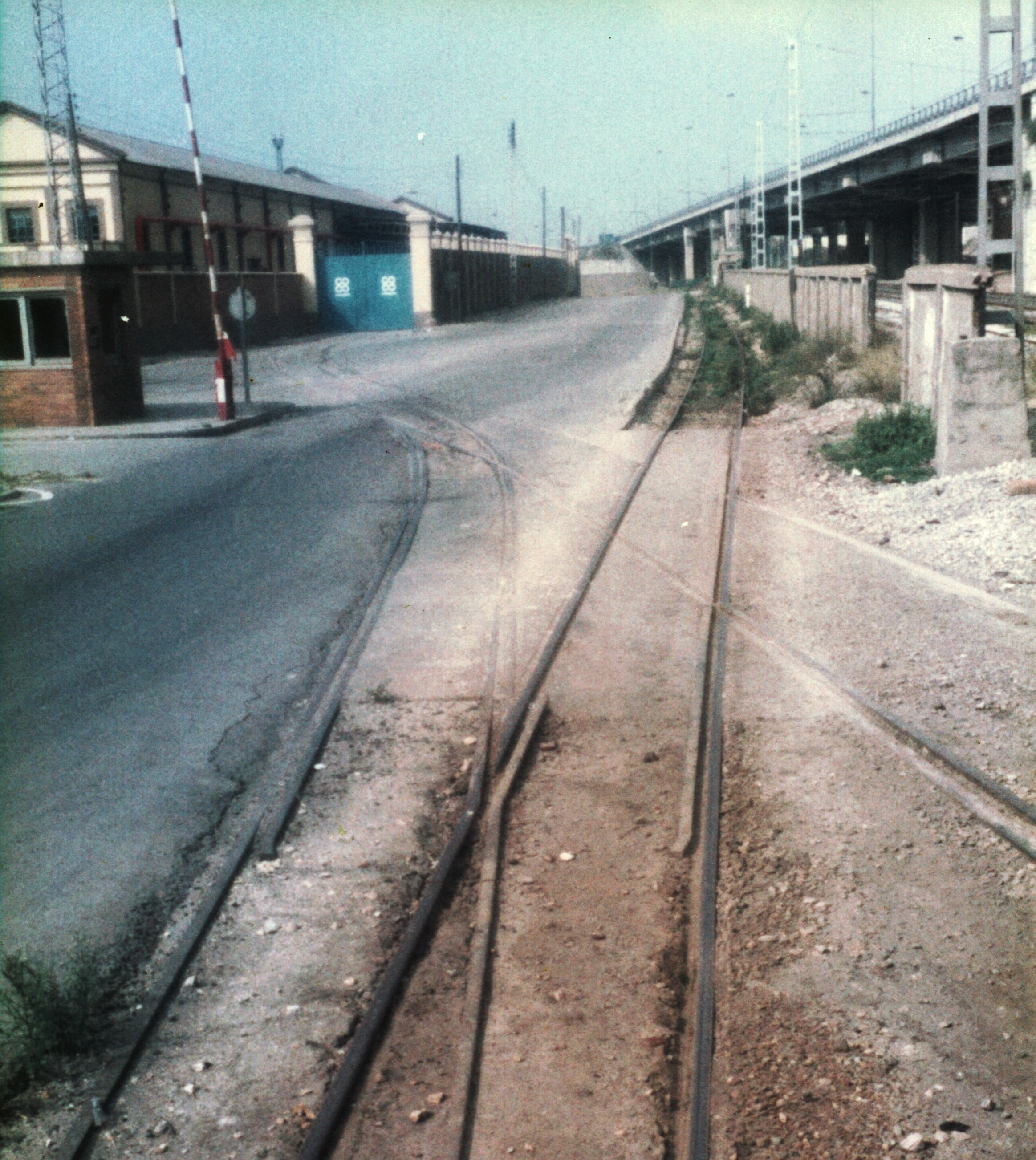
Accés a l'apartador CAMPSA el 16 de juny de 1985. Es pot veure la intersecció d'una via ampla que s'adreça al mateix indret.

Des dels anys 40 del segle xx, l'estació disposa, més o menys, de la mateixa quantitat de vies, tot i que la seva disposició ha anat variant amb el temps. Actualment està formada per quatre vies principals, amb longitud útils entre els 355 i els 442 metres, més una via morta de curta longitud, situada en un costat de l'edifici de l'estació. Aquest edifici és de construcció moderna (anys vuitanta) i substitueix als dos originals.
Al llarg dels anys també hi ha hagut diverses vies d'd'ample ibèric de RENFE i l'Autoritat Portuària de Barcelona que han creuat les d'ample mètric d'aquesta estació, així com diverses vies amb ample mixt. Actualment només n'hi ha una, que travessa entre l'estació i l'accés a l'apartador Tramer i va cap el moll del Contradic.

### Apartadors i ramals industrials
Des d'aquesta platja de vies principals de l'estació partien diversos ramals industrials i apartadors. Tots els antics són fora de servei, i actualment només queda operatiu un, de nova construcció. Són els següents:

#### Apartador en servei
- Apartador Terminal del Moll de Costa, donat d'alta el 14 de febrer de 2022, i format per una sola via. Encara sense ús, en el futur permetrà la descàrrega d'automòbils nous de SEAT.[4]

#### Apartadors i ramals fora de servei
- Apartador Tramer: estava format per un curt ramal que sortia pel costat nord-est de l'estació, i es dirigia al moll del Contradic. Allà disposava de dues vies, que s'utilitzaven per la descàrrega de les sals potàssiques. Es va donar de baixa el 14 de febrer de 2022.[4]
- Apartador MPS (Minas y Potasas de Súria): enllaçat a l'estació pel mateix costat, disposava de dues vies al moll del Contradic.
- Apartador UEE (Unión Española de Explosivos): es bifurcava de l'anterior al moll del Contradic, i disposava de dues vies.
- Apartador del moll de Costa: enllaçat també pel costat nord-est de l'estació, disposava d'una via situada en paral·lel al moll de Costa, on disposava d'una segona via d'apartat, per descarregar mercaderies directament als vaixells allà ancorats.
- Apartador PISA: bifurcant-se de l'anterior, disposava d'una sola via que donava accés a la nau d'aquesta empresa.
- Ramal JOP: es tractava d'un llarg ramal, propietat de la Junta de Obras del Puerto (JOP, antecessora de l'actual Autoritat Portuària de Barcelona) que, partint també del cantó nord-est de l'estació, s'estenia uns quants centenars de metres en paral·lel a l'actual Ronda del Port, amb vies per descarregar mercaderies als molls de Ponent i de Sant Beltran.
- Apartador CAMPSA: enllaçava amb l'estació pel cantó sud-oest, i accedia als dipòsits de combustible de l'empresa CAMPSA. Els dipòsits encara existeixen, però no les vies.

Amb el pas dels anys, alguns d'aquests apartadors i ramals van anar quedant fora de servei i, posteriorment, part de les seves vies es van desmantellar. També s'hi van fer diverses modificacions del traçat de les vies, especialment al moll del Contradic, on va arribar a haver-hi vuit, de les quals cinc per la descàrrega de la potassa, i tres per atendre les instal·lacions de la cimentera Portcement. També es va construir un nou apartador, amb dues vies, cap a una terminal de contenidors situada al sud-est de l'estació, que no es van utilitzar mai.

## Operacions
Al llarg de la seva vida, l'operació de l'estació ha estat semblant: els trens arriben i surten de les vies de l'estació remolcats per locomotores de línia, i després els vagons son remoguts cap els apartadors amb locomotores de maniobres. Quan es va posar en servei, a l'estació arribaven uns sis trens diaris carregats amb diverses mercaderies, tot i que la part principal eren les sals potàssiques. Primer es van fer servir locomotores de vapor, i posteriorment dièsel de la sèrie 700/1000 pels trens de línia, i de la sèrie 820 per les maniobres.
Fins a ser substituida per la nova terminal d'Álvarez de la Campa, arribaven tres trens diaris de potassa, formats per una locomotora de la sèrie 254 i fins a 21 vagons de la sèrie 62.000, amb una càrrega bruta de 1.200 tones. Allà se'n feia càrrec una locomotora de la sèrie 700/1000, que maniobrava els vagons cap a l'apartador Tramer per descarregar el mineral, i després els tornava a l'estació per formar el tren buit.
El personal en servei a l'estació ha anat variant amb els anys. Inicialment, i durant molts anys, hi havia un cap d'estació, una brigada de maniobres i diversos maquinistes de la CGFC. Quan FGC es va fer càrrec de l'explotació, la plantilla es va anar reduint progressivament, primer amb un cap d'estació, una brigada de maniobres i un sol maquinista. Més endavant, quan l'operació de l'estació i la línia de Barcelona El Port a Sant Boi va passar a ser regulada des del Control de Trànsit Centralitzat (CTC) del Centre Operatiu de Rubí (COR), només hi van quedar un maquinista i un agent de maniobres. Actualment, aquesta és la dotació d'agents a l'estació, tot i que des de l'any 2006 és personal subcontractat.

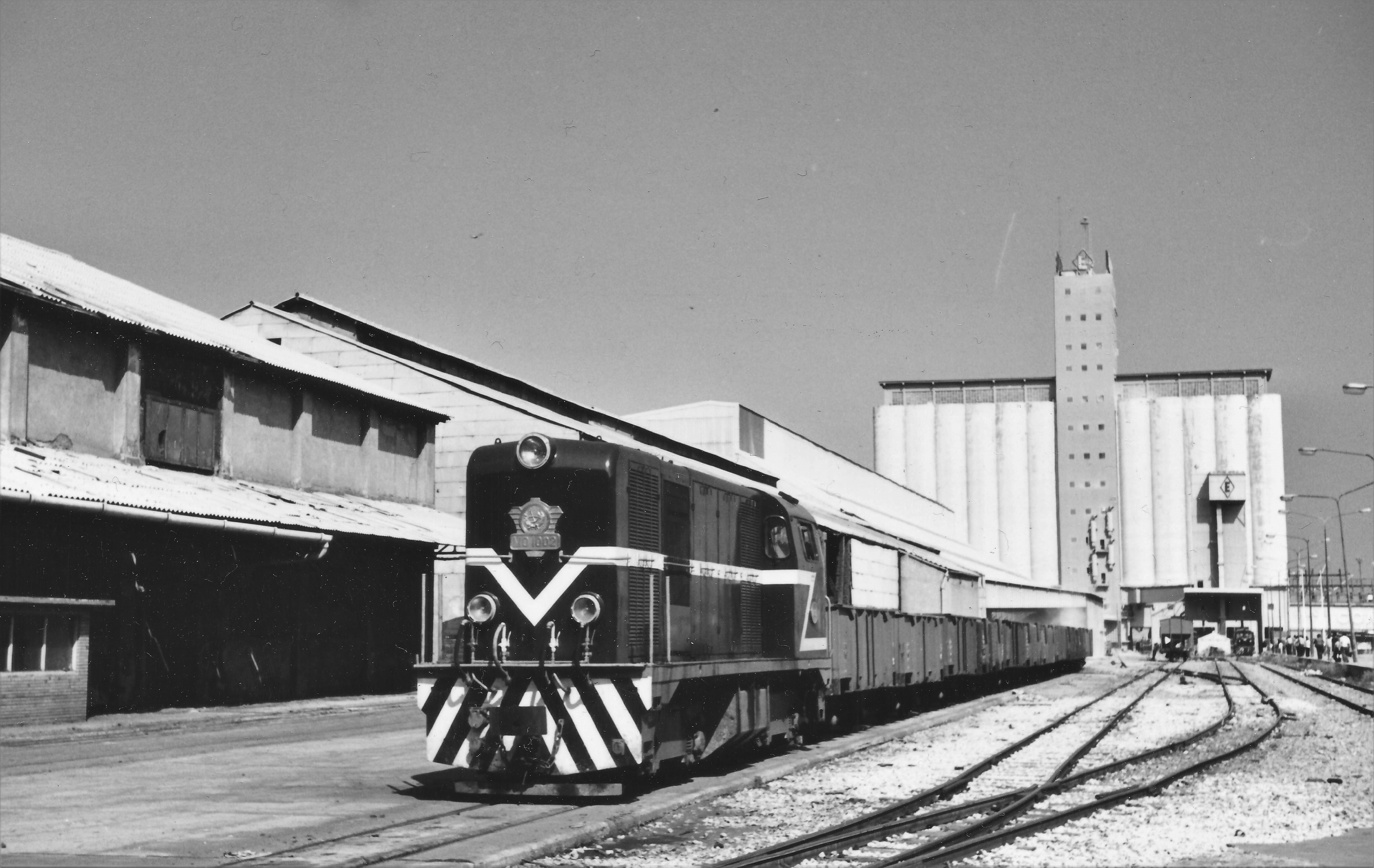
A l'apartador Tramer, la locomotora MO 1002 maniobrant vagons de potassa, l'any 1975.
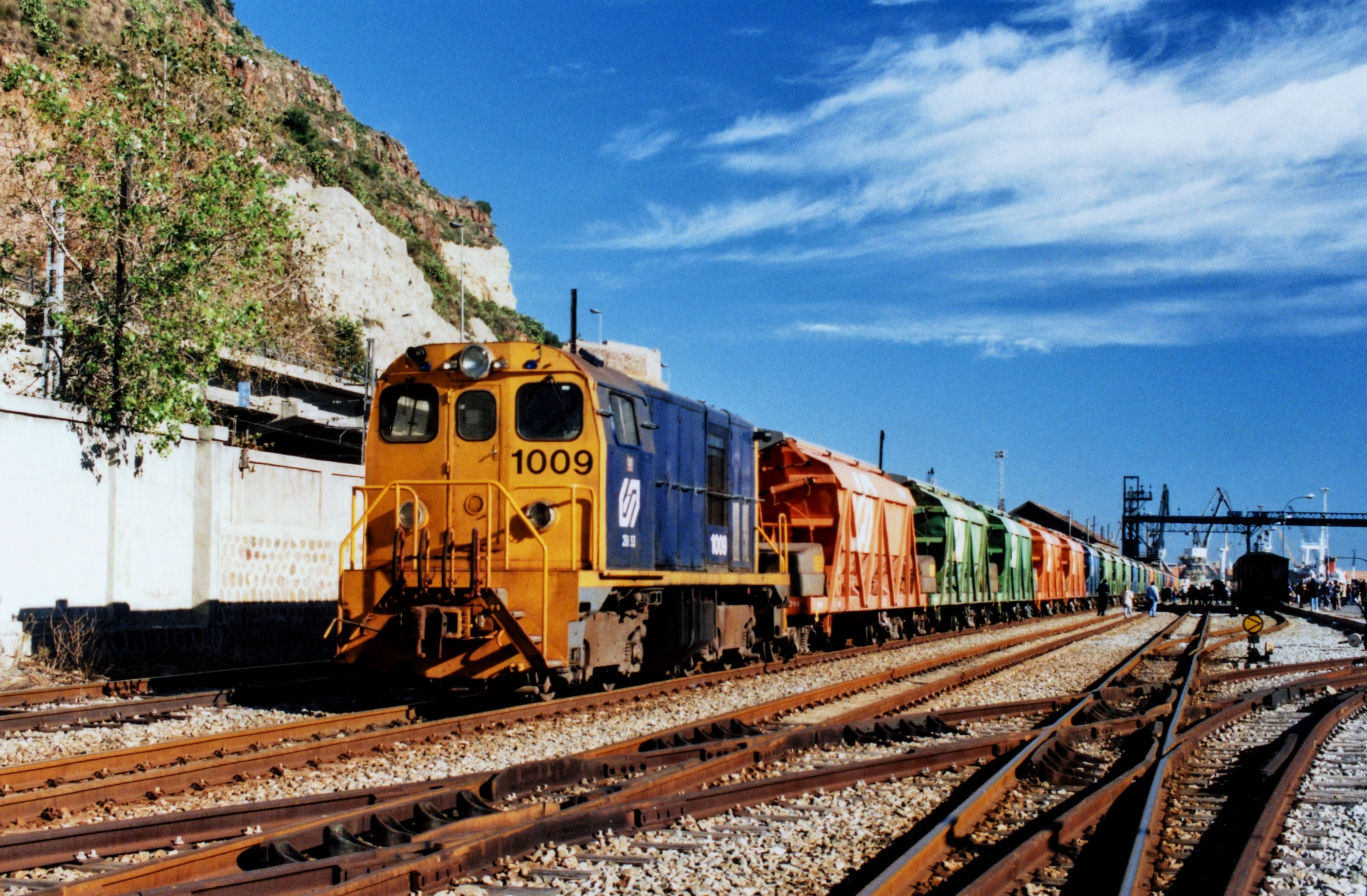
Locomotora 1009, assignada a les maniobres a l'estació de Barcelona-El Port, el 30 de novembre de 1997.
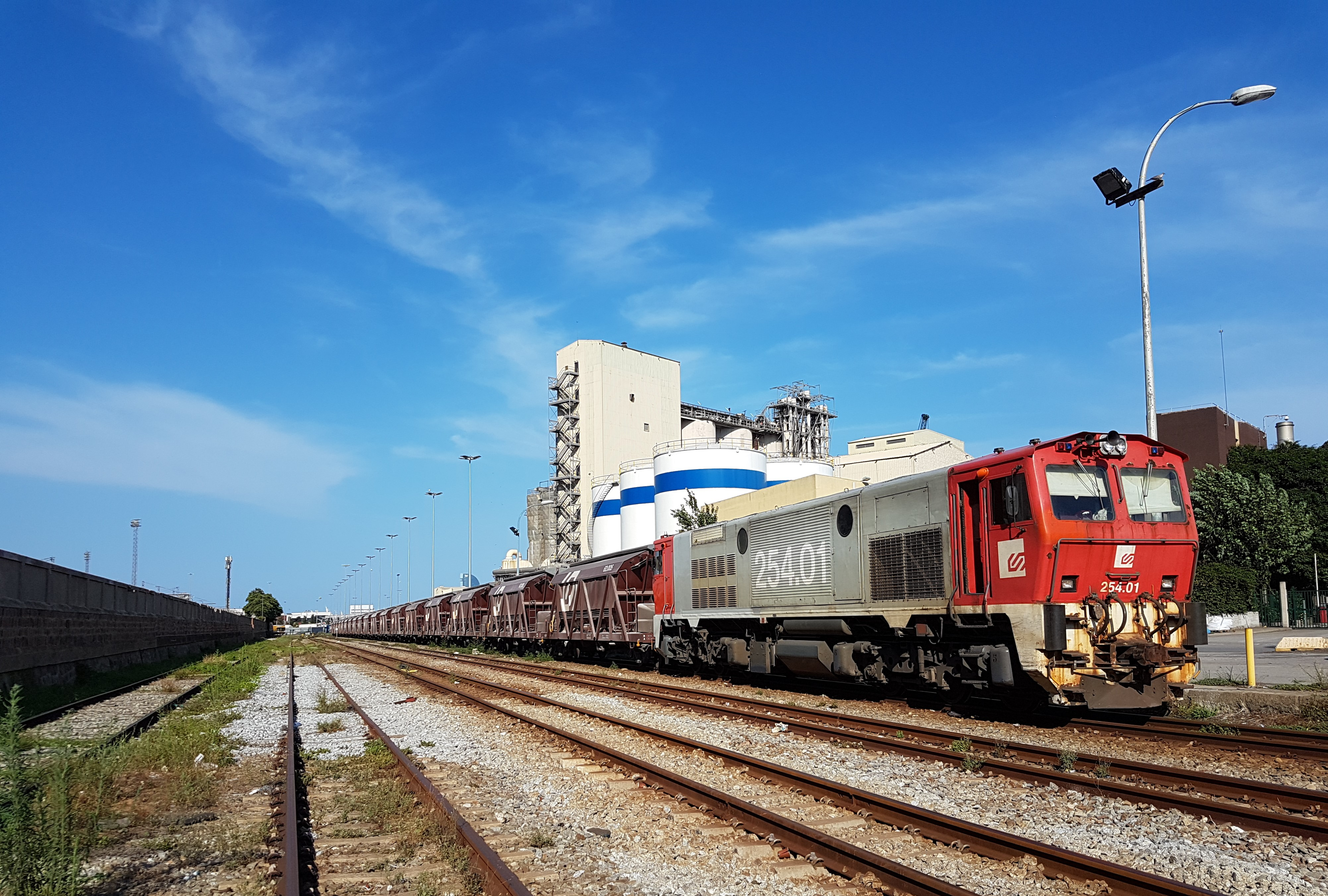
Un tren buit de potassa preparat per sortir cap a Sant Boi, el 21 d'agost de 2018.